# Staphylea forrestii
Staphylea forrestii är en pimpernötsväxtart som beskrevs av I. B.Balf. Staphylea forrestii ingår i släktet pimpernötter, och familjen pimpernötsväxter. Inga underarter finns listade i Catalogue of Life.